# تین
سوره تین نود و پنجمین سوره از قرآن است که به حسب ترتیب قرار گرفتن در مصحف عثمان بعد از سوره شرح و قبل از سوره علق بوده و دارای ۸ آیه است. آنگلیکا نویورت آیهٔ ششم این سوره را الحاقی می‌داند که آیات قبلی را به شکلی غیرمنطقی تلطیف کرده است.

## متن و محتوا
کلمهٔ تین به معنای انجیر است. متن سوره به فارسی بدین صورت است:
1. قسم به انجیر و زیتون
2. و سوگند به «طور سینین».
3. و قسم به این «شهر أمن»
4. که ما انسان را در بهترین صورت و نظام آفریده‌ایم.
5. سپس او را به پائین‌ترین مرحله بازگرداندیم.
6. مگر کسانی که ایمان آورده‌اند و اعمال صالح انجام داده‌اند که برای آنها پاداشی است قطع ناشدنی!
7. پس چه چیز سبب می‌شود که تو بعد از این همه، روز جزا را تکذیب کنی؟!
8. آیا خداوند بهترین حکم کنندگان نیست؟[۳]

## آیات الحاقی
به گفتهٔ آنگلیکا نویورت، با توجه به ساختار ادبی و کیفیت فنی سوره، آیهٔ ششم سورهٔ تین—که بسیار از آیات دیگر طولانی‌تر است—الحاقی است. در واقع آیهٔ ششم آنچه در آیات قبلی گفته شده را تلطیف می‌کند اما در مقایسه با آیات چهارم و پنجم غیرمنطقی است، چون هیچ استثنایی در آن‌ها دیده نمی‌شود و جایی برای تلطیف باقی نگذاشته است. این تلطیف از تحولات دوره متاخر مکی است.

## دیدگاه سنتی اسلامی

### نزول
در سال سوم بعثت بعد از سوره بروج در مکه نازل شده است. البته عده ای مفسرین مانند قتاده و ابن‌عباس معتقدند که این سوره مدنی است.این سوره در فاصله هجرت مسلمانان به حبشه و معراج نازل شده است.

### تفسیر
این سوره با چهار سوگند آغاز می‌شود. سوگند به تین، زیتون، طور سینین و بلد امین، که این قسمها مقدمه ای برای بیان معنی پراهمیتی است. حال اینکه آیا منظور سوگند به همین دو میوه معروف است یا چیز دیگر؟
«تین» در لغت به معنی «انجیر» و «زیتون» همان زیتون. در حالی که بعضی آن را اشاره به همان دو میوه معروف می‌دانند که خواص غذایی و درمانی فوق‌العاده زیادی دارد، بعضی دیگر معتقدند که منظور از آن، دو کوهی است که شهر «دمشق» و «بیت‌المقدس» بر آنها قرار گرفته، چرا که این دو محل سرزمین پیامبر خیز است، و این دو قسم با سوگندهای سوم و چهارم که از سرزمینهای مقدسی یاد می‌کنند، هماهنگ است.
مکارم شیرازی از مفسرین شیعه معتقد است، «طور سینین» ظاهراً همان «طور سیناء» است، یعنی همان کوه «طور» که در صحرای سیناء است، و در آنجا درختان پربار زیتون وجود دارد.
«سینا» را به معنی کوه پر برکت، یا پر درخت، یا زیبا، می‌دانند، و همان کوهی است که خداوند با موسی سخن گفت.
اما «وَ هذَا الْبَلَدِ الْأَمِینِ» مسلماً اشاره به سرزمین مکه است که همیشه سرزمین امن و امان بوده بوده است.
زمخشری مفسر معتزلی هم در کشاف بیان می‌دارد که تین و زیتون به معنی دو میوه انجیر و زیتون است، هرچند برخی می‌گویند به معنی دو کوه محل رویش انجیر و زیتون است. به قرینه کوه طور که در ادامه آیه آمده است. وی همچنین معتقد است تین و زیتون مکانهای رسالت ابراهیم و عیسی و طور سینا مکان بعث موسی و بلد امین هم زادگاه و محل بعثت محمد است.
طبری دیگر مفسر سنی معتقد است که تین و زیتون، انجیل و زبور است. طور سینین همان کوه طور و بلد امین خانه مکه می‌باشد.
در کتاب المیزان شیعی آمده: تین و زیتون، حسن و حسین، و طور علی، و بلد امین رسول خدا است؛ ولی این روایات به هیچ وجه از باب تفسیر نیست.
در تفسیر شیعی نمونه همچنین آمده است:بعضی نیز «تین» را اشاره به دوران آدم دانسته‌اند، چرا که لباسی که آدم و حوا در بهشت پوشیدند از برگ درختان انجیر بود، و زیتون را اشاره به دوران نوح می‌دانند، زیرا در آخرین مراحل طوفان نوح کبوتری را رها کرد تا دربارهٔ پیدا شدن خشکی از زیر آب جستجو کند او با شاخه زیتونی بازگشت، و نوح فهمید که طوفان پایان گرفته و خشکی از زیر آب ظاهر شده است (لذا شاخه زیتون رمز صلح و امنیت است). بعضی نیز «تین» را اشاره به مسجد نوح که بر کوه جودی بنا شد می‌دانند.بعد از ذکر این قسمهای پر محتوای چهارگانه به جواب قسم پرداخته چنین می‌فرماید: «مسلماً ما انسان را در بهترین شکل و نظام آفریدیم» (لَقَدْ خَلَقْنَا الْإِنْسانَ فِی أَحْسَنِ تَقْوِیمٍ).

## فضيلت سوره
بر اساس حدیث پیامبر اسلام بعد از نماز عشاء این سوره را می خواند. و در روایت دیگر در سفر با یاران در یکی از دو رکعت اول نماز عشاء آن را می خواند